# Aéroport de San-Pedro
L'aéroport de San-Pedro (code IATA : SPY • code OACI : DISP) est un aérodrome qui dessert San-Pédro, en Côte d'Ivoire.

## Situation
| Abidjan Bouaké Korhogo Man Odienné San Pédro |

## Compagnies aériennes et destinations
| Compagnies        | Destinations         |
| ----------------- | -------------------- |
| Air Côte d'Ivoire | Abidjan-F.-H.-Boigny |

Actualisé le 6/08/2023

## Statistiques
Pour des raisons techniques, il est temporairement impossible d'afficher le graphique qui aurait dû être présenté ici.

Voir la requête brute et les sources sur Wikidata.